# Diskografija Gabrielle Cilmi
Diskografija Gabrielle Cilmi obuhvaća jedan studijski albuma (Lessons to Be Learned i Ten) s kojih je objavljeno šest singlova te jedan singl na kojem se pojavljuje kao gostujući glazbenik.

## Studijski albumi
| Godina | Detalji                                                                                             | Najviša pozicija | Najviša pozicija | Najviša pozicija | Najviša pozicija | Najviša pozicija | Najviša pozicija | Najviša pozicija | Najviša pozicija | Najviša pozicija | Najviša pozicija | Naklada                                      |
| Godina | Detalji                                                                                             | AUS              | AUT              | DAN              | GER              | NLD              | NOR              | NZ               | ŠVI              | UK               | SAD Heat         | Naklada                                      |
| ------ | --------------------------------------------------------------------------------------------------- | ---------------- | ---------------- | ---------------- | ---------------- | ---------------- | ---------------- | ---------------- | ---------------- | ---------------- | ---------------- | -------------------------------------------- |
| 2008.  | Lessons to Be Learned - Objavljen: 31. ožujka 2008. - Kuća: Island - Formati: CD, Digitalni ownload | 2                | 6                | 29               | 10               | 9                | 15               | 6                | 7                | 8                | 17               | - AUS: platinasta - ŠVI: zlatna - UK: zlatna |
| 2010.  | Ten - Objavljen: 22. ožujka 2010. - Kuća: Island - Formati: CD, Digitalni ownload                   |                  |                  |                  |                  |                  |                  |                  |                  |                  |                  |                                              |

## EP-ovi
| Godina | Detalji                                                                                            |
| ------ | -------------------------------------------------------------------------------------------------- |
| 2008.  | London Festival '08 [A] - Released: 14. srpnja 2008. - Label: Island - Formats: Digitalni download |

Bilješka
- A ^ London Festival '08 je objavljen samo na iTunes Storovoma.[14]

## Singlovi
| Godina                                                                            | Singl                       | Najviša pozicija | Najviša pozicija | Najviša pozicija | Najviša pozicija | Najviša pozicija | Najviša pozicija | Najviša pozicija | Najviša pozicija | Najviša pozicija | Najviša pozicija | Certifikacija                       | Album                 |
| Godina                                                                            | Singl                       | AUS              | AUT              | DAN              | EUR              | GER              | NIZ              | NOR              | NZ               | SWI              | UK               | Certifikacija                       | Album                 |
| --------------------------------------------------------------------------------- | --------------------------- | ---------------- | ---------------- | ---------------- | ---------------- | ---------------- | ---------------- | ---------------- | ---------------- | ---------------- | ---------------- | ----------------------------------- | --------------------- |
| 2007.                                                                             | "Sanctuary"                 | —                | —                | —                | —                | —                | —                | —                | —                | —                | —                |                                     | Lessons to Be Learned |
| 2008.                                                                             | "Sweet About Me"            | 1                | 2                | 5                | 2                | 2                | 1                | 1                | 6                | 2                | 6                | - AUS: platinasta - SWI: platinasta | Lessons to Be Learned |
| 2008.                                                                             | "Don't Wanna Go to Bed Now" | 28               | —                | —                | —                | —                | —                | —                | —                | —                | —                |                                     | Lessons to Be Learned |
| 2008.                                                                             | "Save the Lies"             | —                | —                | —                | —                | —                | —                | —                | —                | —                | 33               |                                     | Lessons to Be Learned |
| 2008.                                                                             | "Sanctuary" (re-izdanje)    | —                | —                | —                | —                | 66               | 72               | —                | —                | —                | —                |                                     | Lessons to Be Learned |
| 2008.                                                                             | "Warm This Winter"          | —                | —                | —                | 68               | —                | —                | —                | —                | —                | 22               |                                     | Lessons to Be Learned |
| 2010.                                                                             | "On a Mission"              | 16               | —                | —                | —                | —                | —                | —                | —                | —                | —                |                                     | Ten                   |
| "—" znači da singl ovdje nije bio objavljen ili se nije plasirao na tu ljestvicu. |                             |                  |                  |                  |                  |                  |                  |                  |                  |                  |                  |                                     |                       |

## Videospotovi
| Godina | Video                       | Režiser      |
| ------ | --------------------------- | ------------ |
| 2008.  | "Sweet About Me"            | Mike Baldwin |
| 2008.  | "Don't Wanna Go to Bed Now" |              |
| 2008.  | "Save the Lies"             | Harvey       |
| 2008.  | "Sanctuary"                 |              |
| 2010.  | "On a Mission"              |              |

## Ostale skladbe
| Godina | Pjesma               | Izvođač        | Album                         |
| ------ | -------------------- | -------------- | ----------------------------- |
| 2005.  | "Don't Tell Me"      | Razni izvođači | Hating Alison Ashley          |
| 2005.  | "Sorry"              | Razni izvođači | Hating Alison Ashley          |
| 2008.  | "Ob-La-Di, Ob-La-Da" | Razni izvođači | Mojo presents The White Album |
| 2008.  | "Non Ti Aspettavo"   | Nevio Passaro  | Due                           |
| 2009.  | "How Can I Tell You" | Razni izvođači | 50 Years of Island Records    |